# Lee Lin-Chiu
Lee Lin-Chiu (in cinese: 李 临 秋, o Lee Lin-chiu secondo lo standard mandarino; Taipei, 22 aprile 1909 – 12 febbraio 1979) è stato un cantautore taiwanese.
Era nato a Taipei, diplomato alla scuola pubblica nel 1922 e non ha ricevuto alcuna istruzione superiore. Lee era l'autore del testo di Bāng Chhun-hong, un noto canto popolare Hokkien composto da Teng Yu-hsien. Inoltre, ha anche scritto alcune canzoni di altri come ad esempio su Kui Hong (四季 红) e Po Phoa Bang (补 破网).